# Chintz

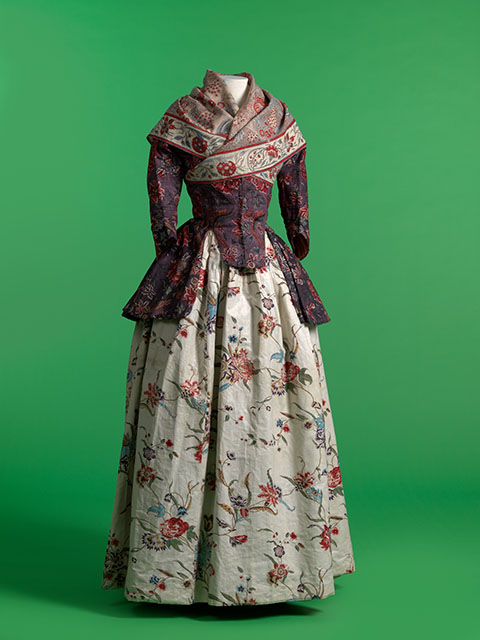
Sjal och jacka i chintz.

Chintz är en tunn, tätvävd bomullsväv i tuskaft med mönstertryck och vaxad eller plastbehandlad yta. Mönstret består ofta av blomstermotiv i kraftiga färger. Tyget används mestadels som möbeltyg.